# Journal of Machine Learning Research
Journal of Machine Learning Research is een internationaal, aan collegiale toetsing onderworpen open access wetenschappelijk tijdschrift op het gebied van de kunstmatige intelligentie. De naam wordt in literatuurverwijzingen meestal afgekort tot J. Mach. Learn. Res. Het wordt uitgegeven door MIT Press en verschijnt 8 keer per jaar. Het eerste nummer verscheen in 2000.